# Cradle of Thorns
Cradle of Thorns est un groupe de rock industriel et metal alternatif américain, originaire de Bakersfield, en Californie. Ils portent le nom de Videodrone (en hommage au film Vidéodrome de David Cronenberg) deux ans (entre 1998 et 2000) avant de reprendre leur nom originel en 2007. Leur album Videodrone, ainsi que leur carrière est étroitement liée à celle de Korn : Fieldy en sera le producteur, Head et Jonathan Davis participeront aussi à l'album. Ce dernier avait déjà collaboré avec le chanteur Ty Elam dans le groupe Sexart.

## Biographie

### Débuts (1988–1998)
En 1988, le chanteur Ty Elam forme le groupe de rock gothique Cradle of Thorns. Avec des chants masculins et féminins, un son atmosphérique sombre, et des paroles conscientes (Remember It Day qui concerne la pollution, la violence, et l'ignorance), ils tournent significativement et se popularisent dans l'underground. Ils publient un album indépendant, Remember it Day, en 1990. 
Le groupe signe avec Triple X Records (label de Jane's Addiction et Social Distortion) et publie l'album Feed-Us, produit par Ross Robinson, en 1994. L'album comprend des éléments de hip-hop (dans le style MC sur Ignore-Your-Race), parle de toxicomanie (Lullaby for the Dead, Dysfunctional Brady Bunch), de sadomasochisme et de voyeurisme (Flesh et My Sister Sam (Bleed)), et de meurtres en série (Behave). L'album comprend une nouvelle version de Remember it Day.
L'album Download this!, publié en 1996, assiste au départ de la chanteuse Tamera Slayton et du bassiste Scat Elis. Avec un nouveau bassiste, Purdy Spackle, le groupe mêle désormais punk, rap, metal, et rock industriel. La chanson Bulimia Blowjob fait participer Aimee Echo de Human Waste Project et TheSTART, et Jeff Schartoff, de Human Waste Project et Professional Murder Music. Schartoff est aussi bassiste de tournée pour Peter Murphy.

### Videodrone(1998–2001)
Pour leur quatrième album, le bassiste Purdy Spackle est remplacé par Mavis et le groupe laisse de côté les éléments punk pour un rock industriel orienté pop. Ils se rebaptisent Videodrone, d'après le film Vidéodrome. L'album, qui compte 12 chansons, est publié en 1999 et fait participer Jonathan Davis (Korn) sur Ty Jonathan Down, Fred Durst et DJ Lethal (Limp Bizkit) sur Human Piñata, et Psycho Realm sur Pig in a Blanket. Head (Korn) joue de la guitare sur Power Tools for Girls et Fieldy produira l'album. 
La chanson Faceplant atteint la 15e place des Billboard Dance Club Songs.
Le batteur Kris Kohls jouera pour Adema et Ty Elam would pour les groupes Karmahitlist, Three Chord Whore, et Arrival of Fawn après la dissolution de Videodrone en 2001.

### Réunion (depuis 2006)
En 2007, Ty Elam réunit le groupe sous le nom de Cradle of Thorns avec de nouveaux membres. La chanson All Over Again est publiée comme single.

## Membres

### Membres actuels
- Ty Elam - chant, batterie (1988-2000, depuis 2006)
- Steve Thiriot - guitare, synthétiseur, hurlements (depuis 2007)
- Matt Wilkinson - basse (depuis 2007)

### Anciens membres
- David File – guitare (1988-2000)
- Kris Kohls – batterie (1988-2000)
- Rohan Cowden – claviers (1988-2000)
- Tamera Slayton – chant (1988-1995)
- Jay Caruso – basse (1988-1992)
- Scat Elis – basse (1992-1995)
- Purdy Spackle – basse (1995-1997)
- Mavis – basse (1997-2000)

## Discographie
- 1990 : Remember It Day
- 1994 : Feed Us
- 1996 : Download This!
- 1999 : Videodrone (sous le nom de Videodrone)